# 香港國護照貼紙
香港國護照貼紙是指可以把香港特別行政區護照封面的「中華人民共和國香港特別行政區」字樣和中華人民共和國國徽取代為「香港國」字樣與圖騰的貼紙，當貼上貼紙後，中國國徽就被較能代表香港的獅子山圖騰所取代。這種貼紙最早受到台灣國護照貼紙的啟發而開始。

## 設計理念
設計者San Gaai Si分別使用中環、獅子山、李小龍還有雨傘圖樣（象徵「雨傘運動」）作為貼紙圖案，它們都能代表香港特色。設計者於香港的獨立媒體《HKFP》訪問表示，貼「香港國護照貼紙」不怕出入關被刁難，因為香港居民只要拿「香港身分證」就可以出入境，而且沒有相關法律規範不能在護照上貼貼紙。
「本土工作室」則以整個頁面覆蓋香港護照。其表示，香港面對中國的統治，還沒到2017年，「一國兩制」已經崩壞，香港人只有自救，只有擺脫中共，才有未來可言；在特區護照貼上貼紙，並不是幻想這樣就建立了「香港國」，而是表達自我身份認同，表達一個訴求，令更多人有香港應該獨立自主的意識。

## 各方觀點
《環球時報》以「港獨分子炮製香港國護照」報導上述事件，並形容「本土工作室」是激進組織。報導也引述香港入境事務處表示，任何人如果沒有合法授權而改動任何旅行證件，或管有或使用改動的旅行證件，有可能被判罰款15萬港元及監禁14年，協助及教唆者同罪。

## 資料來源
1. 1 2  「香港國護照貼紙」受「台灣國」啟發　設計者：不怕被禁用 （页面存档备份，存于） 2015.11.26 三立新聞
2. ↑  「香港國護照貼紙」不怕被禁 原來是因為... （页面存档备份，存于） 2015.11.26 自由時報
3. 1 2  用「香港國」護照貼紙宣揚港獨　最重可判14年 （页面存档备份，存于） 2016.2.19 東森新聞